# Pipe Dream (Album)
Pipe Dream ist ein Jazzalbum von Lina Allemano. Die am 18. und 19. Februar 2021 im Studio Union Sound Company in Toronto entstandenen Aufnahmen erschienen am 5. Mai 2023 auf Lumo Records.

## Hintergrund
Pipe Dream ist das achte Album des kanadischen Quartetts Lina Allemano Four. Die Gruppe um die Trompeterin Lina Allemano hatte ihr Debüt 2003 mit Concentric, aufgenommen mit Andrew Downing (Bass), Anthony Michelli (Schlagzeug) und David Occhipinti (Gitarre). Stattdessen wirkte bei Pipe Dream – wie schon beim Vorgängeralbum Vegetables (2021) – der Altsaxophonist Brodie West als zweiter Bläser mit (der in den letzten Jahren auch mit Gétatchèw Mèkurya arbeitete); Schlagzeuger ist nun Nick Fraser. Der Hauptbestandteil des Albums, die Suite „The Plague Diaries“, besteht aus vier Hauptteilen, die jeweils von einem anderen Ensemblemitglied eingeleitet werden. In den gemeinsamen Improvisationen der Gruppe werden Themen verwendet, die von Prokofjew, Thelonious Monk und Wayne Shorter beeinflusst sind, schrieb Andy Hamilton.
Die Aufnahme wurde durch die Unterstützung des Canada Council for the Arts ermöglicht. Die Download-Version des Albums enthält zwei Hidden Tracks.

## Titelliste
- Lina Allemano Four: Pipe Dream (LM2023-14)[2]

1. Banana Canon 6:57
2. Pipe Dream (on Prokofiev Theme) 5:59
3. Dragon Fruit 8:16
4. [Plague Diaries, Part I.] Intro: Longing 1:50
5. [Plague Diaries, Part I.] Longing 5:23
6. [Plague Diaries, Part II.] Intro: Trying Not to Freak Out 2:03
7. [Plague Diaries, Part II.] Trying Not to Freak Out 5:01
8. [Plague Diaries, Part III.] Intro: Hunger and Murder 2:02
9. [Plague Diaries, Part III.] Hunger and Murder 6:04
10. [Plague Diaries, Part IV.] Doom and Doomer 7:22

Die Kompositionen stammen von Lina Allemano.

## Rezeption

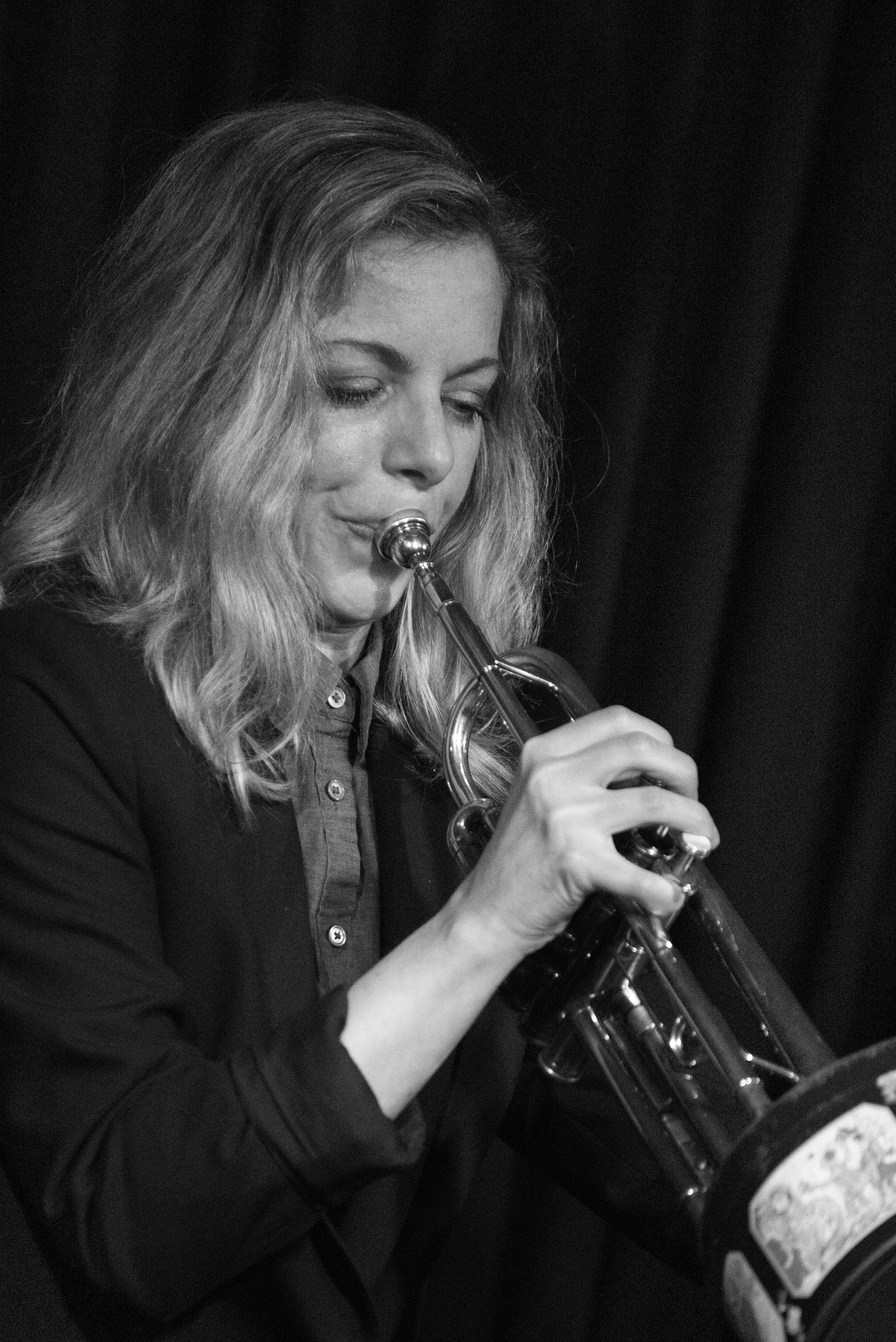
Lina Allemano mit Uwe Oberg, Matthias Bauer und Rudi Fischerlehner im club W71, Weikersheim (2023)

Aufgenommen im Winter 2021, mitten in der COVID-19-Pandemie, sei es verständlich, dass Pipe Dream einen Hauch ominöser Vorahnung aufweise, schrieb Troy Dostert, der das Album in All About Jazz rezensierte. Tatsächlich sei ein Großteil des Albums den „Plague Diaries“ gewidmet, einer Suite, die von einigen der dunkleren Themen dieser Zeit inspiriert ist (mit Songtiteln wie „Hunger and Murder“ und „Doom and Doomer“). Aber wie alle Projekte Allemanos lasse die furchtlose Trompeterin ihre raffinierten Kompositionen „Wege zu Erleuchtung und Wunder“ finden, unterstützt von den talentierten Mitgliedern ihres langjährigen Quartetts. In der Suite würde die Musik im Hin und Her zwischen Struktur und Freiheit ihre Energie und ihren Charakter finden. „Trying Not to Freak Out“ stelle diese Dynamik anschaulich dar, da die Gruppe allgemeine Parameter definiert, aus denen sie dann auszubrechen versuche, während die Ordnung ständig droht, sich in Chaos zu verwandeln.
Improvisierte Musik aus Kanada sei in Großbritannien eher ein unbeschriebenes Blatt, meinte Andy Hamilton im britischen Jazz Journal, der den Beitrag des Saxophonisten Brodie West hervorhob, ein führender Vertreter der kanadischen Jazzszene, dessen Musik als komplex, kreativ und locker zu bezeichnen sei. Das gilt auch für die Arbeit der Musiker, mit denen er hier zusammenarbeite. Lina Allemanos Album sei „aufregende, ereignisreiche Musik von hoher Qualität“.
Pipe Dream würde gegen Ende des ersten Tracks, „Banana Canon“, erst richtig in Fahrt kommen, meinte Mike Borella (Avant Music News). Die Trompeterin duelliere sich mit dem Saxophonisten Brodie West und tausche düstere, sich überschneidende Soli aus. Die Beiträge von jedem dieser beiden wären für sich genommen überzeugend genug, aber die Art und Weise, wie sie kontrapunktisch kombiniert werden, sei einfach großartig. Allemano, die sich nie an zu viel Struktur hält oder sich auf völlig freie Improvisation verlässt, beweise sich einmal mehr als intellektuelle Komponistin und geschickte Interpretin, während sich dieses langjährige Quartett durch ihr Material arbeite. Sie seien eher eine Avantgarde-Kammer-Jazz-Gruppe als alles andere und verzichten auf einfache Grooves und Vamps für Musik mit einem viel anspruchsvolleren Charakter.